# Rabat-les-Trois-Seigneurs
Ne doit pas être confondu avec la capitale du Maroc Rabat.
Rabat-les-Trois-Seigneurs est une commune française située dans le centre du département de l'Ariège, en région Occitanie. Sur le plan historique et culturel, la commune fait partie du pays du Sabarthès, structuré par la haute vallée de l'Ariège en amont du pays de Foix avec Tarascon-sur-Ariège comme ville principale.
Exposée à un climat océanique altéré, elle est drainée par le ruisseau de la Courbière, le ruisseau de l'Étang d'Artax et par divers autres petits cours d'eau. Incluse dans le parc naturel régional des Pyrénées ariégeoises, la commune possède un patrimoine naturel remarquable composé de sept zones naturelles d'intérêt écologique, faunistique et floristique.
Rabat-les-Trois-Seigneurs est une commune rurale qui compte 368 habitants en 2022, après avoir connu un pic de population de 1 544 habitants en 1851. Elle appartient à l'unité urbaine de Tarascon-sur-Ariège et fait partie de l'aire d'attraction de Foix. Ses habitants sont appelés les Rabatols ou Rabatoles.
Le patrimoine architectural de la commune comprend un immeuble protégé au titre des monuments historiques : l'église Notre-Dame-de-l'Assomption, inscrite en 1992.

## Géographie

### Localisation
La commune de Rabat-les-Trois-Seigneurs se trouve dans le département de l'Ariège, en région Occitanie.
Elle se situe à 13 km à vol d'oiseau de Foix, préfecture du département, et à 4 km de Tarascon-sur-Ariège, bureau centralisateur du canton du Sabarthès dont dépend la commune depuis 2015 pour les élections départementales.
La commune fait en outre partie du bassin de vie de Tarascon-sur-Ariège.
Les communes les plus proches sont : 
Surba (1,9 km), Bédeilhac-et-Aynat (2,1 km), Gourbit (2,1 km), Saurat (2,7 km), Quié (3,6 km), Génat (4,0 km), Arignac (4,2 km), Tarascon-sur-Ariège (4,4 km).
Sur le plan historique et culturel, Rabat-les-Trois-Seigneurs fait partie du pays du Sabarthès, structuré par la haute vallée de l'Ariège en amont du pays de Foix avec Tarascon-sur-Ariège comme ville principale.
Rabat-les-Trois-Seigneurs est limitrophe de neuf autres communes. 
Les communes limitrophes sont Bédeilhac-et-Aynat, Génat, Gourbit, Massat, Le Port, Saurat, Surba, Tarascon-sur-Ariège et Val-de-Sos.
| Massat     | Saurat                    | Bédeilhac-et-Aynat, Surba |
| Le Port    | Rabat-les-Trois-Seigneurs | Tarascon-sur-Ariège       |
| Val-de-Sos | Gourbit                   | Génat                     |

Le village de Rabat-les-Trois-Seigneurs est situé dans la vallée de la Courbière, rivière de montagne dont la majorité des 15 kilomètres de cours se situent sur le territoire de la commune. Elle fait partie de l'unité urbaine de Tarascon-sur-Ariège et du parc naturel régional des Pyrénées ariégeoises.

### Géologie et relief
La commune est située dans les Pyrénées, une chaîne montagneuse jeune, érigée durant l'ère tertiaire (il y a 40 millions d'années environ), en même temps que les Alpes, certaines parties étant recouvertes par des formations superficielles. Les terrains affleurants sur le territoire communal sont constitués de roches pour partie sédimentaires et pour partie métamorphiques datant pour certaines du Mésozoïque, anciennement appelé Ère secondaire, qui s'étend de −252,2 à −66,0 Ma, et pour d'autres du Protérozoïque, le dernier éon du Précambrien sur l’échelle des temps géologiques. La structure détaillée des couches affleurantes est décrite dans les feuilles « n°1075 - Foix » et « n°1087 - Vicdessos » de la carte géologique harmonisée au 1/50 000ème du département de l'Ariège, et leurs notices associées,.
La superficie cadastrale de la commune publiée par l’Insee, qui sert de références dans toutes les statistiques, est de 26,96 km2,. La superficie géographique, issue de la BD Topo, composante du Référentiel à grande échelle produit par l'IGN, est quant à elle de 27,02 km2. Son relief est particulièrement escarpé puisque la dénivelée maximale atteint 1 648 mètres. L'altitude du territoire varie entre 548 m et 2 196 m.
La superficie de la commune est de 2 696 hectares ; son altitude varie de 548  à   2 196 mètres. Le bourg est situé à 600 m d'altitude.

### Hydrographie

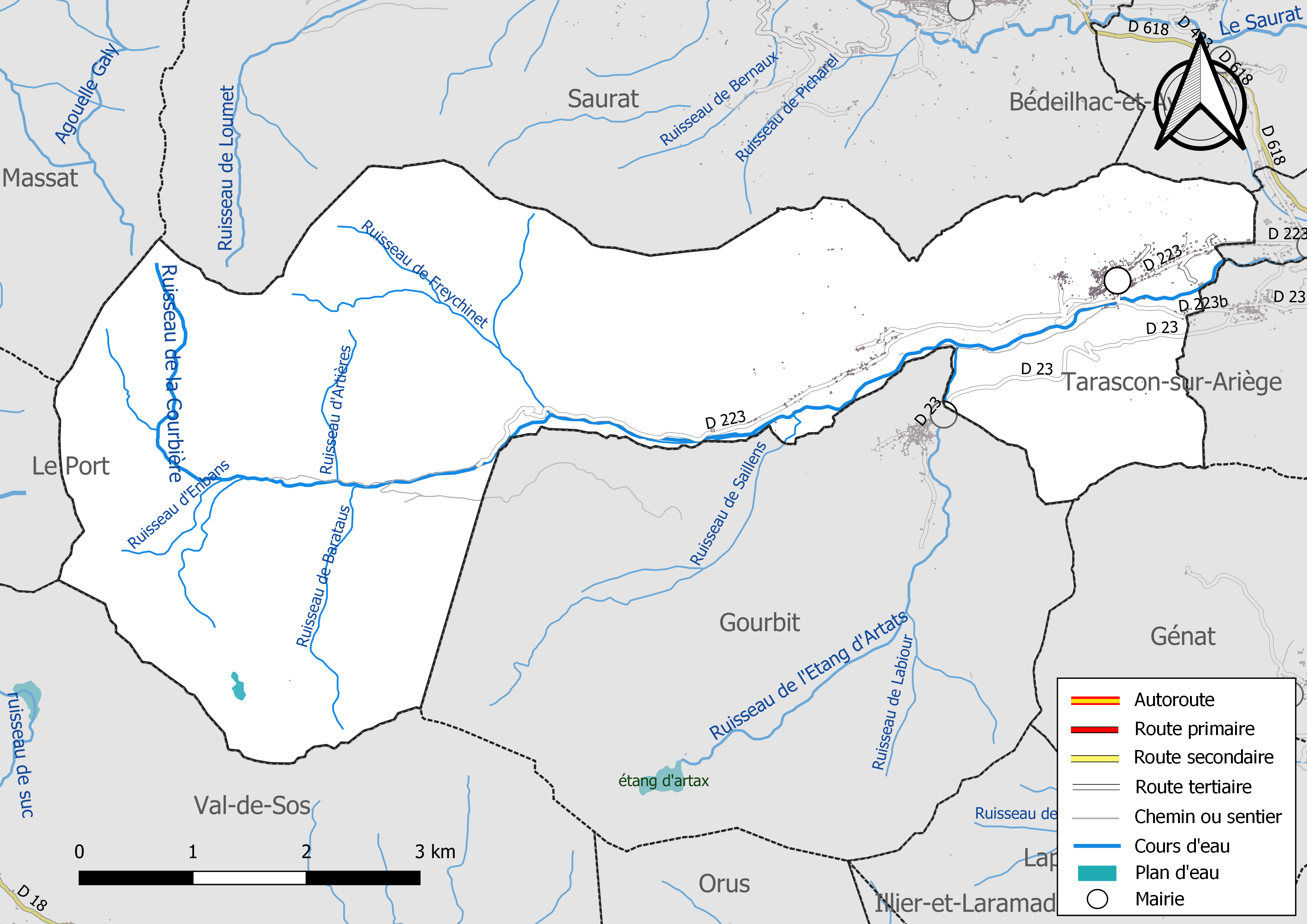
Réseaux hydrographique et routier de Rabat-les-Trois-Seigneurs.

La commune est dans le bassin versant de la Garonne, au sein du bassin hydrographique Adour-Garonne. Elle est drainée par le ruisseau de la Courbière, le ruisseau de l'étang d'Artax, le ruisseau d'Artières, le ruisseau de Barataus, le ruisseau de Freychinet, le ruisseau de la Jasse de Mentiès, le ruisseau d'Enbans, le ruisseau de Saillens et par divers petits cours d'eau, constituant un réseau hydrographique de 26 km de longueur totale,.
Le ruisseau de la Courbière, d'une longueur totale de 15,7 km, prend sa source dans la commune de Rabat-les-Trois-Seigneurs et s'écoule d'ouest en est. Il traverse la commune et se jette dans l'Ariège à Surba, après avoir traversé 4 communes.

### Climat
Pour des articles plus généraux, voir Climat de l'Occitanie et Climat de l'Ariège.
En 2010, le climat de la commune est de type climat océanique altéré, selon une étude s'appuyant sur une série de données couvrant la période 1971-2000. En 2020, Météo-France publie une typologie des climats de la France métropolitaine dans laquelle la commune est exposée à un climat de montagne et est dans la région climatique Pyrénées centrales, caractérisée par une pluviométrie annuelle de 1 000 à 1 200 mm.
Pour la période 1971-2000, la température annuelle moyenne est de 11,4 °C, avec une amplitude thermique annuelle de 15,1 °C. Le cumul annuel moyen de précipitations est de 959 mm, avec 9,7 jours de précipitations en janvier et 6,9 jours en juillet. Pour la période 1991-2020, la température moyenne annuelle observée sur la station météorologique la plus proche, située sur la commune de Val-de-Sos à 11 km à vol d'oiseau, est de 11,1 °C et le cumul annuel moyen de précipitations est de 1 175,9 mm,. Pour l'avenir, les paramètres climatiques de la commune estimés pour 2050 selon différents scénarios d'émission de gaz à effet de serre sont consultables sur un site dédié publié par Météo-France en novembre 2022.

### Milieux naturels et biodiversité

#### Espaces protégés
La protection réglementaire est le mode d’intervention le plus fort pour préserver des espaces naturels remarquables et leur biodiversité associée,.
La commune fait partie du parc naturel régional des Pyrénées ariégeoises, créé en 2009 et d'une superficie de 245 973 ha, qui s'étend sur 138 communes du département. Ce territoire unit les plus hauts sommets aux frontières de l’Andorre et de l’Espagne (la Pique d'Estats, le mont Valier, etc) et les plus hautes vallées des avants-monts, jusqu’aux plissements du Plantaurel.

#### Zones naturelles d'intérêt écologique, faunistique et floristique
L’inventaire des zones naturelles d'intérêt écologique, faunistique et floristique (ZNIEFF) a pour objectif de réaliser une couverture des zones les plus intéressantes sur le plan écologique, essentiellement dans la perspective d’améliorer la connaissance du patrimoine naturel national et de fournir aux différents décideurs un outil d’aide à la prise en compte de l’environnement dans l’aménagement du territoire.
Quatre ZNIEFF de type 1 sont recensées sur la commune :
- le « cours de l'Ariège » (1 341 ha), couvrant 112 communes dont 86 dans l'Ariège et 26 dans la Haute-Garonne[29] ;
- le « massif du Pic des Trois-Seigneurs » (11 200 ha), couvrant 10 communes du département[30] ;
- les « parois calcaires et quiès du bassin de Tarascon » (8 161 ha), couvrant 58 communes du département[31] ;
- la « soulane du massif des Trois-Seigneurs » (4 809 ha), couvrant 11 communes du département[32] ;

et trois ZNIEFF de type 2, : 
- « L'Ariège et ripisylves » (1 975 ha), couvrant 56 communes dont 43 dans l'Ariège et 13 dans la Haute-Garonne[33] ;
- la « moyenne montagne du Vicdessos et massif des Trois-Seigneurs » (21 558 ha), couvrant 17 communes du département[34] ;
- les « parois calcaires et quiès de la haute vallée de l'Ariège » (9 891 ha), couvrant 40 communes du département[35].

Carte des ZNIEFF de type 1 et 2 à Rabat-les-Trois-Seigneurs.
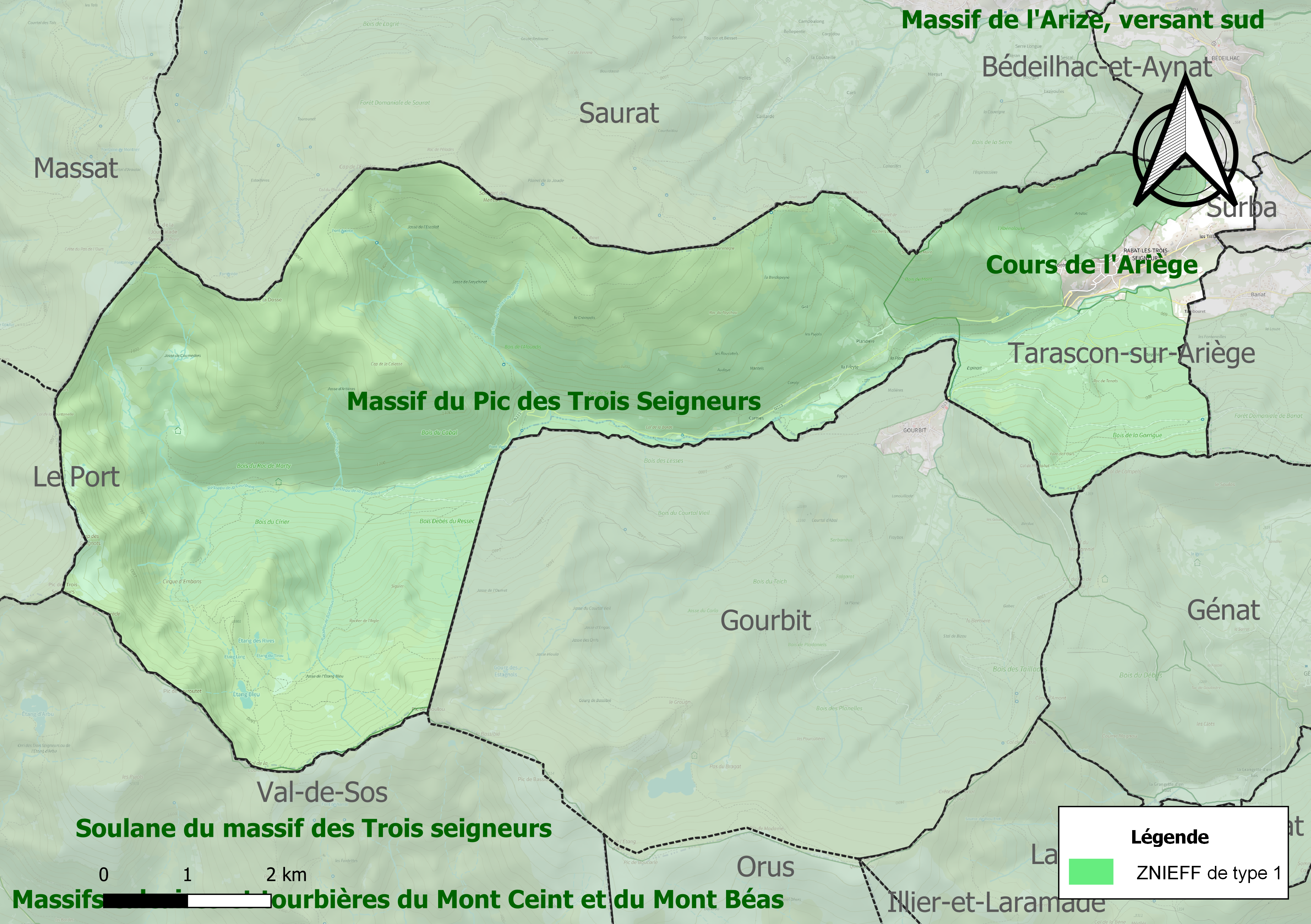
Carte des ZNIEFF de type 1 sur la commune.
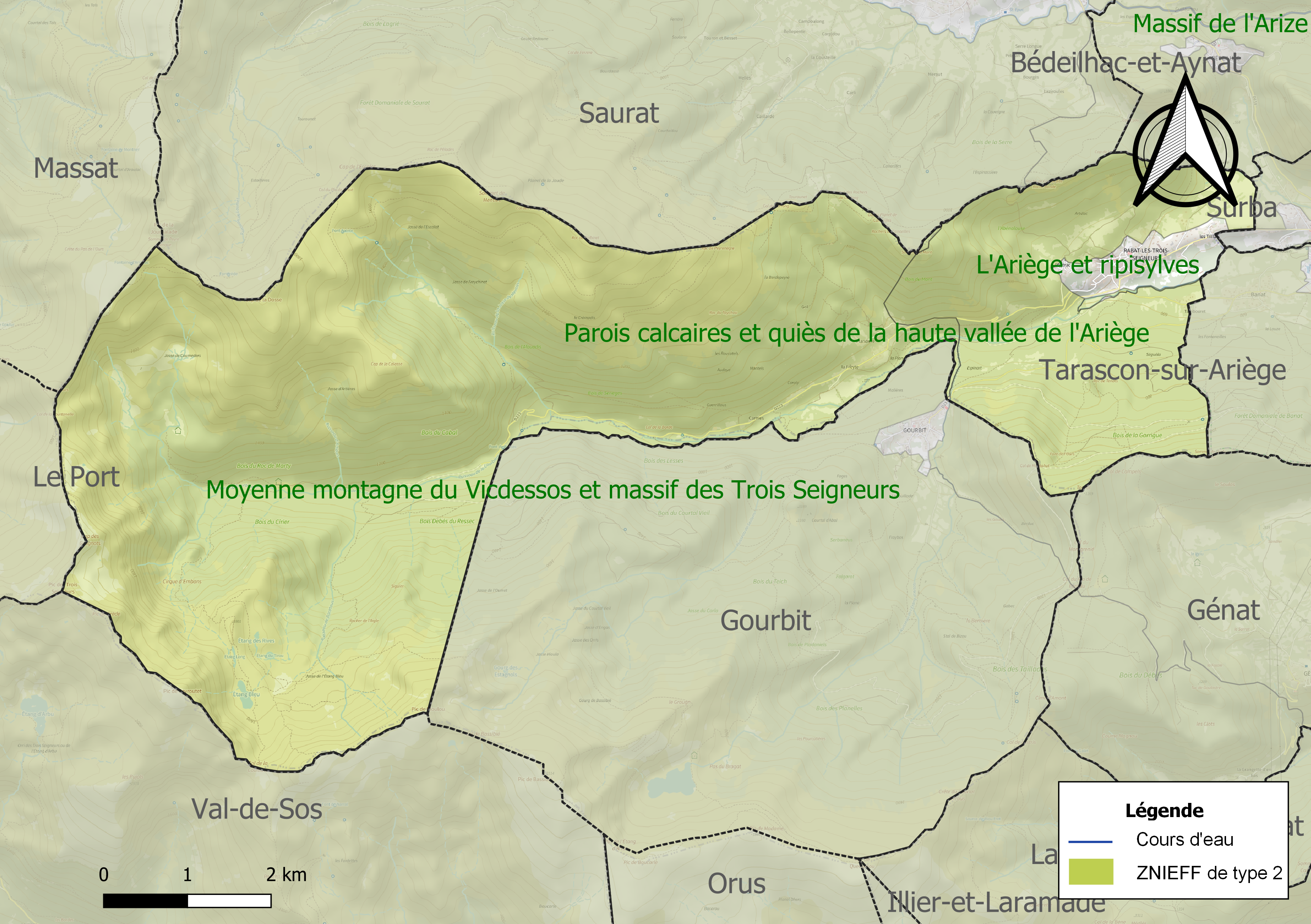
Carte des ZNIEFF de type 2 sur la commune.

## Urbanisme

### Typologie
Au 1er janvier 2024, Rabat-les-Trois-Seigneurs est catégorisée commune rurale à habitat dispersé, selon la nouvelle grille communale de densité à 7 niveaux définie par l'Insee en 2022.
Elle appartient à l'unité urbaine de Tarascon-sur-Ariège, une agglomération intra-départementale dont elle est une commune de la banlieue,. Par ailleurs la commune fait partie de l'aire d'attraction de Foix, dont elle est une commune de la couronne,. Cette aire, qui regroupe 38 communes, est catégorisée dans les aires de moins de 50 000 habitants,.

### Occupation des sols
L'occupation des sols de la commune, telle qu'elle ressort de la base de données européenne d’occupation biophysique des sols Corine Land Cover (CLC), est marquée par l'importance des forêts et milieux semi-naturels (93,9 % en 2018), une proportion identique à celle de 1990 (93,9 %). La répartition détaillée en 2018 est la suivante : 
forêts (52,6 %), milieux à végétation arbustive et/ou herbacée (25,2 %), espaces ouverts, sans ou avec peu de végétation (16,1 %), prairies (3,6 %), zones agricoles hétérogènes (1,3 %), zones urbanisées (1,2 %). L'évolution de l’occupation des sols de la commune et de ses infrastructures peut être observée sur les différentes représentations cartographiques du territoire : la carte de Cassini (XVIIIe siècle), la carte d'état-major (1820-1866) et les cartes ou photos aériennes de l'IGN pour la période actuelle (1950 à aujourd'hui).

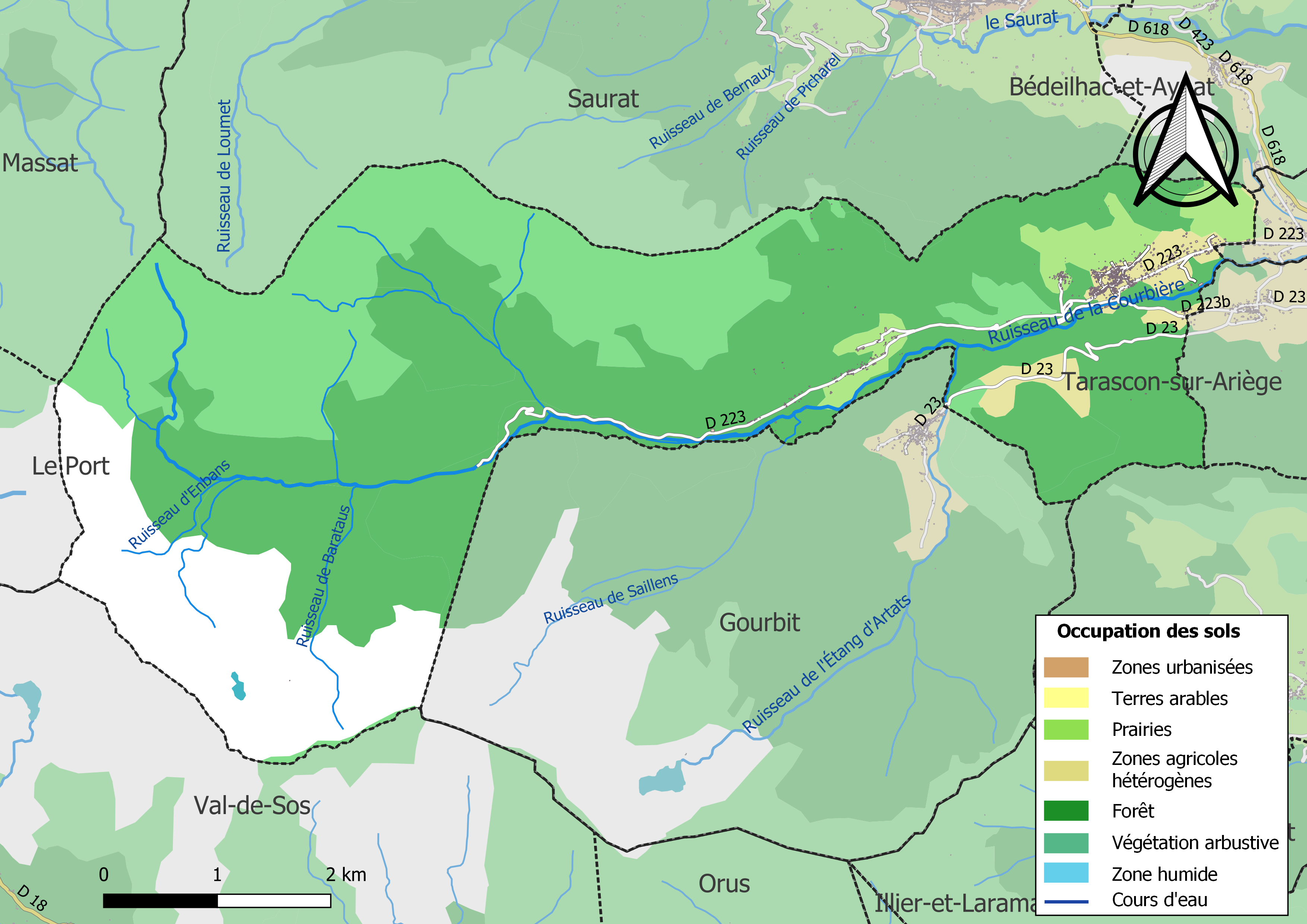
Carte des infrastructures et de l'occupation des sols de la commune en 2018 (CLC).

### Hameaux
La Freyte et Contrac sont les deux hameaux de Rabat-les-Trois-Seigneurs.

### Habitat et logement
En 2018, le nombre total de logements dans la commune était de 429, alors qu'il était de 413 en 2013 et de 395 en 2008.
Parmi ces logements, 44,2 % étaient des résidences principales, 51,4 % des résidences secondaires et 4,4 % des logements vacants. Ces logements étaient pour 97 % d'entre eux des maisons individuelles et pour 2,8 % des appartements.
Le tableau ci-dessous présente la typologie des logements à Rabat-les-Trois-Seigneurs en 2018 en comparaison avec celle de l'Ariège et de la France entière. Une caractéristique marquante du parc de logements est ainsi une proportion de résidences secondaires et logements occasionnels (51,4 %) supérieure à celle du département (24,6 %) et à celle de la France entière (9,7 %). Concernant le statut d'occupation de ces logements, 75 % des habitants de la commune sont propriétaires de leur logement (75,1 % en 2013), contre 66,3 % pour l'Ariège et 57,5 % pour la France entière.
| Typologie                                               | Rabat-les-Trois-Seigneurs | Ariège | France entière |
| ------------------------------------------------------- | ------------------------- | ------ | -------------- |
| Résidences principales (en %)                           | 44,2                      | 65,7   | 82,1           |
| Résidences secondaires et logements occasionnels (en %) | 51,4                      | 24,6   | 9,7            |
| Logements vacants (en %)                                | 4,4                       | 9,7    | 8,2            |

### Voies de communication et transports
Accès avec la route nationale 20 et par le train en gare de Tarascon-sur-Ariège sur la ligne de Portet-Saint-Simon à Puigcerda (frontière).

### Risques majeurs
Le territoire de la commune de Rabat-les-Trois-Seigneurs est vulnérable à différents aléas naturels : inondations, climatiques (grand froid ou canicule), feux de forêts, mouvements de terrains, avalanche  et séisme (sismicité modérée). Il est également exposé à un risque particulier, le risque radon,.

#### Risques naturels

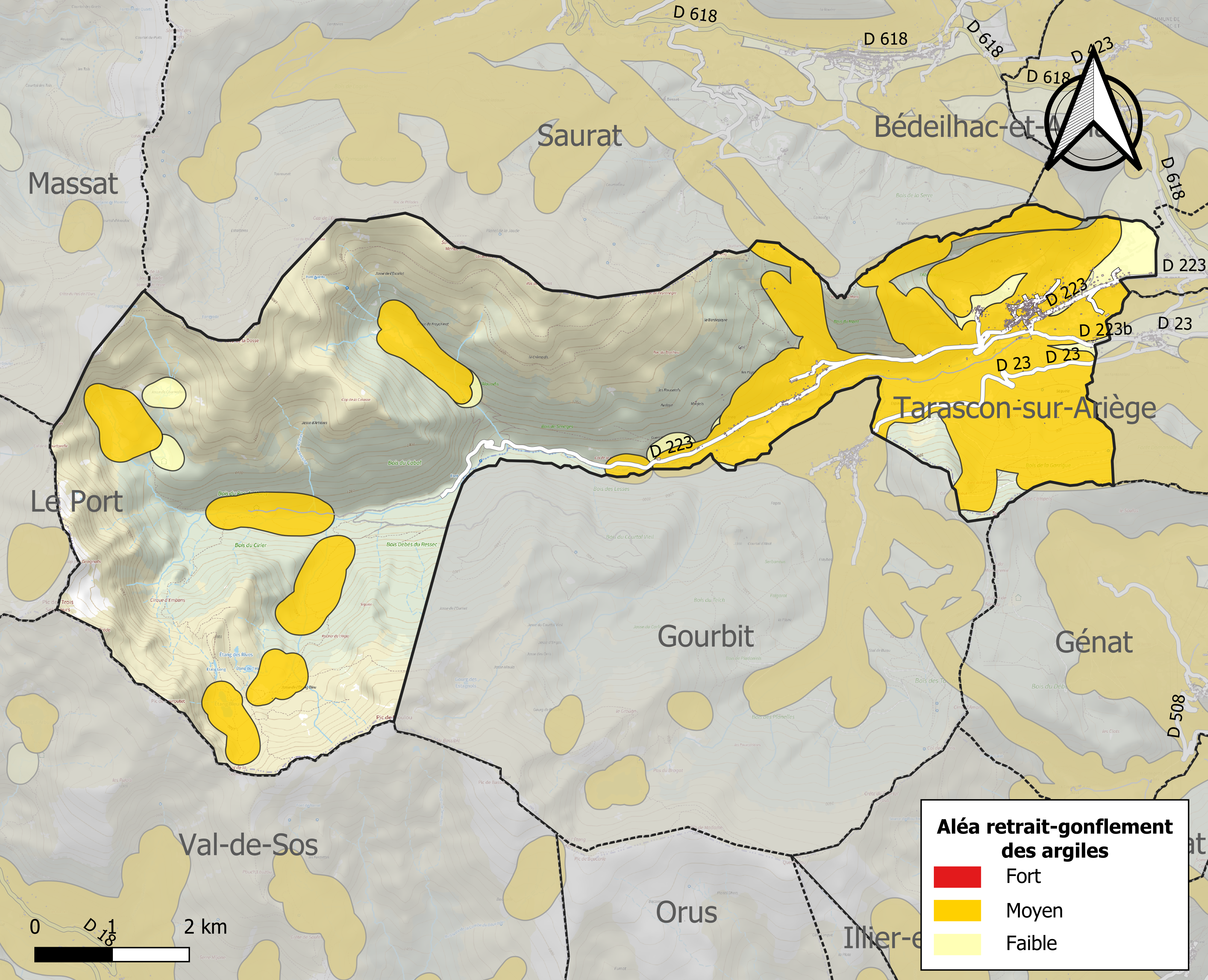
Zonage de l'aléa retrait-gonflement des argiles sur la commune de Rabat-les-Trois-Seigneurs.

Certaines parties du territoire communal sont susceptibles d’être affectées par le risque d’inondation par crue torrentielle d'un cours d'eau, ou ruissellement d'un versant.
Les mouvements de terrains susceptibles de se produire sur la commune sont soit des chutes de blocs, soit des glissements de terrains, soit des effondrements liés à des cavités souterraines, soit des mouvements liés au retrait-gonflement des argiles. Près de 50 % de la superficie du département est concernée par l'aléa retrait-gonflement des argiles, dont la commune de Rabat-les-Trois-Seigneurs. L'inventaire national des cavités souterraines permet par ailleurs de localiser celles situées sur la commune.

#### Risque particulier
Dans plusieurs parties du territoire national, le radon, accumulé dans certains logements ou autres locaux, peut constituer une source significative d’exposition de la population aux rayonnements ionisants. Toutes les communes du département sont concernées par le risque radon à un niveau plus ou moins élevé. Selon la classification de 2018, la commune de Rabat-les-Trois-Seigneurs est classée en zone 2, à savoir zone à potentiel radon faible mais sur lesquelles des facteurs géologiques particuliers peuvent faciliter le transfert du radon vers les bâtiments.

## Toponymie
Le vrai nom de la commune est « Rabat » mais à partir de 1931 l'administration des postes a imposé le nom de « Rabat-les-Trois-Seigneurs » pour éviter la confusion avec la capitale du Maroc, Rabat. On notera que la ville de Rabat portait ce nom plusieurs siècles avant le village.
L'expression « les trois seigneurs » vient du « pic des Trois-Seigneurs » qui ferme à l'ouest la vallée de la Courbière et domine le cirque d'Ambanels. Le pic est situé au point de rencontre des trois vallées de la Courbière, du Vicdessos et du Couserans qui étaient administrées par trois seigneurs différents. La légende dit que chaque été, les trois seigneurs se rencontraient sur la grande dalle plate au sommet du Pic pour discuter de leurs affaires communes.

## Histoire

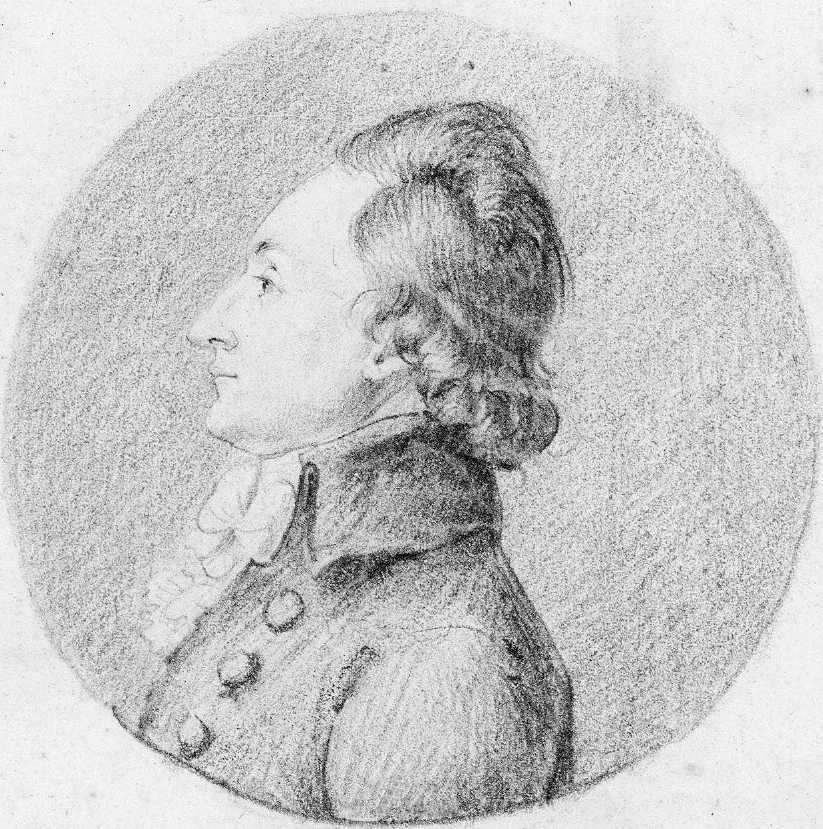
Georges Bergasse de Laziroules (1763-1827), mort à Rabat, était propriétaire et maitre de forge de 1799 à 1827.

La présence humaine dans la vallée de la Courbière date de plus de 17 000 ans. De nombreux vestiges du Magdalénien (grotte de Bédheilac) ont été trouvés dans la vallée. Certains vestiges ont été trouvés dans le village même. Une hache de pierre polie a été trouvée lors de l'empierrement de la place publique.
Du VIIIe au XIIIe siècle, la vallée a été fortement marquée par la branche dite de Foix-Rabat des seigneurs fuxéens, issue semble-t-il de Raimon-Roger.
Rabat était dominé par le château de Miramont. Ce château initialement construit pour contenir les Sarrazins qui avaient leur camp à Genat, au débouché de la vallée du Vicdessos, sur l'autre versant de la crête de Vente-farine qui domine le village, a été détruit en 1247 sur ordre de l'Inquisition pour avoir servi de refuge à de nombreux hérétiques.

## Politique et administration

### Découpage territorial
La commune de Rabat-les-Trois-Seigneurs est membre de la communauté de communes du Pays de Tarascon, un établissement public de coopération intercommunale (EPCI) à fiscalité propre créé le 21 juillet 1994 dont le siège est à Tarascon-sur-Ariège. Ce dernier est par ailleurs membre d'autres groupements intercommunaux.
Sur le plan administratif, elle est rattachée à l'arrondissement de Foix, au département de l'Ariège, en tant que circonscription administrative de l'État, et à la région Occitanie.
Sur le plan électoral, elle dépend du canton du Sabarthès pour l'élection des conseillers départementaux, depuis le redécoupage cantonal de 2014 entré en vigueur en 2015, et de la première circonscription de l'Ariège  pour les élections législatives, depuis le redécoupage électoral de 1986.

### Administration municipale
Le nombre d'habitants au recensement de 2011 étant compris entre 100 et 499, le nombre de membres du conseil municipal pour l'élection de 2014 est de onze,.

### Liste des maires
| Période                                  | Période   | Identité         | Étiquette | Qualité |
| ---------------------------------------- | --------- | ---------------- | --------- | ------- |
| juin 1995                                | mars 2001 | René Brunet      |           |         |
| mars 2001                                | mars 2008 | Marcel Flouraud  |           |         |
| mars 2008                                | mai 2020  | Daniel Cuminetti | DVG       | Cadre   |
| mai 2020                                 | En cours  | Yolande Denjean  |           |         |
| Les données manquantes sont à compléter. |           |                  |           |         |

## Population et société

### Démographie
L'évolution du nombre d'habitants est connue à travers les recensements de la population effectués dans la commune depuis 1793. Pour les communes de moins de 10 000 habitants, une enquête de recensement portant sur toute la population est réalisée tous les cinq ans, les populations de référence des années intermédiaires étant quant à elles estimées par interpolation ou extrapolation. Pour la commune, le premier recensement exhaustif entrant dans le cadre du nouveau dispositif a été réalisé en 2004.

En 2022, la commune comptait 368 habitants, en évolution de +4,84 % par rapport à 2016 (Ariège : +1,48 %, France hors Mayotte : +2,11 %).
| 1793  | 1800 | 1806  | 1821  | 1831  | 1836  | 1841  | 1846  | 1851  |
| ----- | ---- | ----- | ----- | ----- | ----- | ----- | ----- | ----- |
| 1 526 | 985  | 1 074 | 1 213 | 1 264 | 1 377 | 1 416 | 1 537 | 1 544 |

| 1856  | 1861  | 1866  | 1872  | 1876  | 1881  | 1886 | 1891  | 1896  |
| ----- | ----- | ----- | ----- | ----- | ----- | ---- | ----- | ----- |
| 1 434 | 1 331 | 1 360 | 1 298 | 1 338 | 1 115 | 976  | 1 033 | 1 128 |

| 1901 | 1906  | 1911 | 1921 | 1926 | 1931 | 1936 | 1946 | 1954 |
| ---- | ----- | ---- | ---- | ---- | ---- | ---- | ---- | ---- |
| 838  | 1 009 | 866  | 649  | 540  | 443  | 435  | 410  | 371  |

| 1962 | 1968 | 1975 | 1982 | 1990 | 1999 | 2004 | 2006 | 2009 |
| ---- | ---- | ---- | ---- | ---- | ---- | ---- | ---- | ---- |
| 308  | 260  | 287  | 311  | 298  | 264  | 279  | 281  | 321  |

| 2014 | 2019 | 2022 | - | - | - | - | - | - |
| ---- | ---- | ---- | - | - | - | - | - | - |
| 352  | 366  | 368  | - | - | - | - | - | - |

## Économie

### Revenus
En 2018, la commune compte 186 ménages fiscaux, regroupant 351 personnes. La médiane du revenu disponible par unité de consommation est de 19 780 € (19 820 € dans le département).

### Emploi
| Division       | 2008  | 2013   | 2018   |
| -------------- | ----- | ------ | ------ |
| Commune        | 5,4 % | 11,7 % | 11,5 % |
| Département    | 8,9 % | 11,1 % | 11,2 % |
| France entière | 8,3 % | 10 %   | 10 %   |

En 2018, la population âgée de 15 à 64 ans s'élève à 206 personnes, parmi lesquelles on compte 77 % d'actifs (65,6 % ayant un emploi et 11,5 % de chômeurs) et 23 % d'inactifs,. En  2018, le taux de chômage communal (au sens du recensement) des 15-64 ans est supérieur à celui du département et de la France, alors qu'en 2008 la situation était inverse.
La commune fait partie de la couronne de l'aire d'attraction de Foix, du fait qu'au moins 15 % des actifs travaillent dans le pôle,. Elle compte 25 emplois en 2018, contre 52 en 2013 et 62 en 2008. Le nombre d'actifs ayant un emploi résidant dans la commune est de 136, soit un indicateur de concentration d'emploi de 18,2 % et un taux d'activité parmi les 15 ans ou plus de 51,6 %.
Sur ces 136 actifs de 15 ans ou plus ayant un emploi, 20 travaillent dans la commune, soit 15 % des habitants. Pour se rendre au travail, 84,1 % des habitants utilisent un véhicule personnel ou de fonction à quatre roues, 5,1 % les transports en commun, 5 % s'y rendent en deux-roues, à vélo ou à pied et 5,8 % n'ont pas besoin de transport (travail au domicile).

### Revenus de la population et fiscalité
(mars 2024).
Le revenu fiscal médian par ménage était en 2006 de 17 197 €, ce qui place Rabat-les-Trois-Seigneurs au 10 245e rang parmi les 30 687 communes de plus de 50 ménages en métropole.

### Entreprises
Se trouvent à Rabat-les-Trois-Seigneurs une entreprise de travaux publics, une de plomberie, une d'électricité, et deux de maçonnerie.

## Culture locale et patrimoine

### Lieux et monuments

Rabat-les-Trois-Seigneurs
Vue panoramique de la basse vallée de la Courbière dans les Pyrénées françaises.

- Église Notre-Dame-de-l'Assomption. La partie la plus ancienne remonte au Xe siècle, elle comporte un remarquable retable en bois datant du XVIIIe siècle (classé au titre objet des monuments historiques[59]) et des vitraux de l'atelier de Louis Saint-Blancat. L'édifice est inscrit à l'inventaire des monuments historiques depuis 1992[60]. Quelque 17 objets sont référencés  dans la Base Palissy[61].

Église Notre-Dame-de-l'Assomption
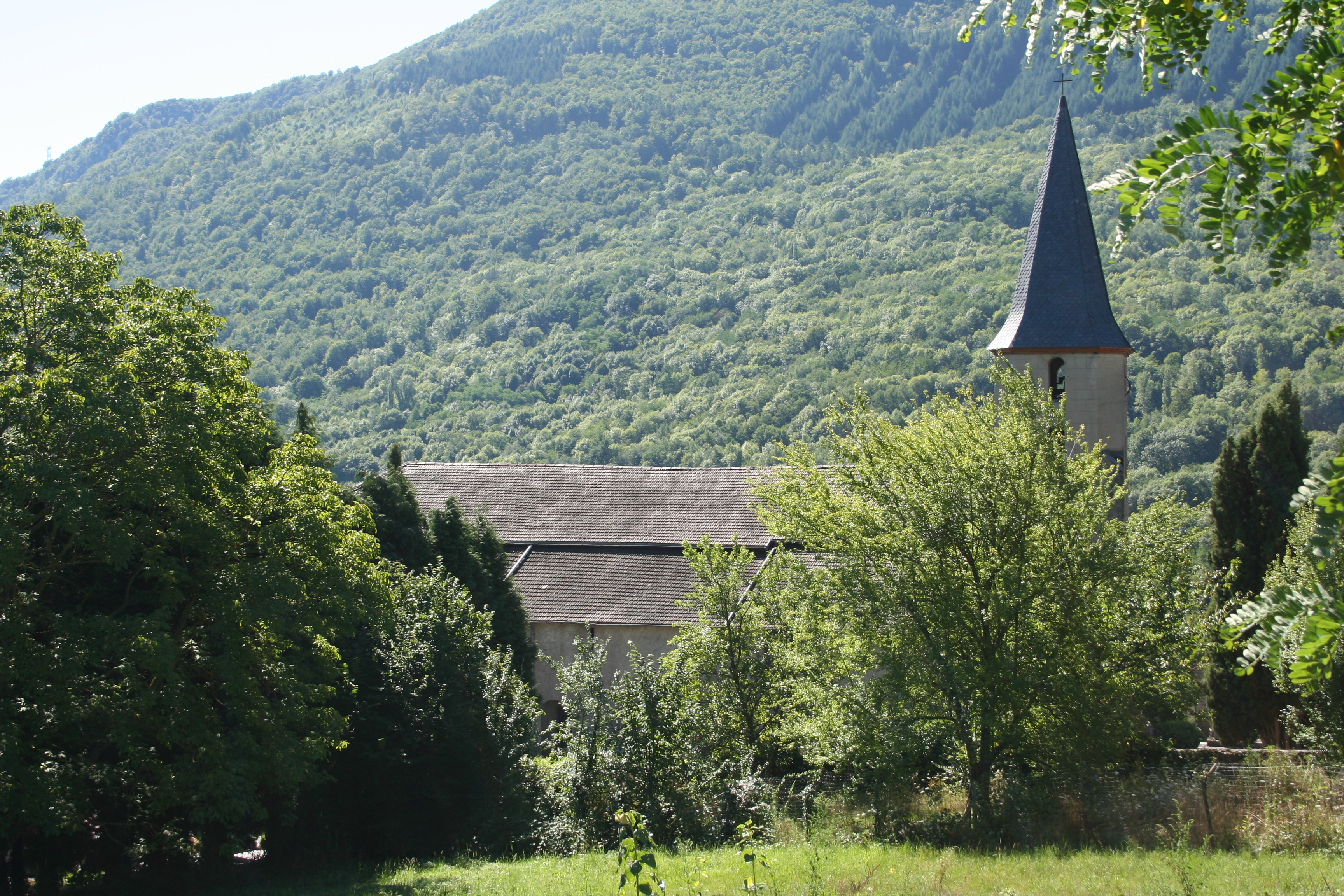
L'église de Rabat vue du chemin de Bédeilhac.
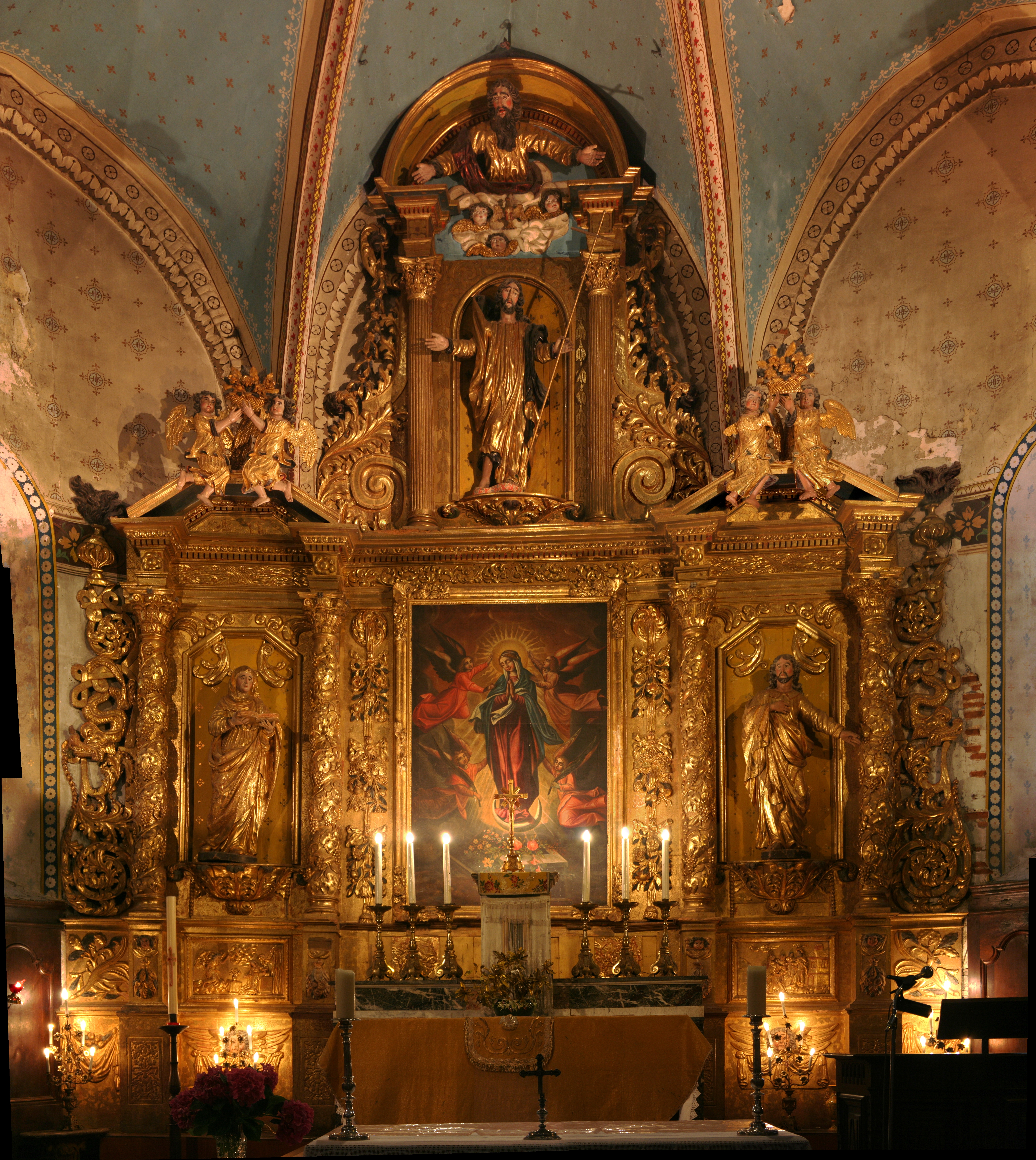
Le retable de l'Assomption de Marie, image originale en haute définition (classé au titre objet des monuments historiques).

- Chapelle du couvent des Filles de la charité de Saint-Vincent-de-Paul.
- Rabat est le point de départ de plusieurs randonnées vers le sommet du pic des Trois-Seigneurs (2 199 mètres d'altitude)[62]. De Rabat, prendre la route vers La Freyte et se garer au bout (1 022 mètres), puis monter dans la forêt, par l'étang Bleu de Courbière, le col de Couillade et la crête sud-est jusqu'au sommet. Voir aussi l'étang Long de Courbière.
- Cascades du Ressec, après le hameau de la Freyte, la colonie puis les ruines de Carniès, un panneau indique la cascade. En amont, se trouve une seconde cascade.

Rabat-les-Trois-Seigneurs
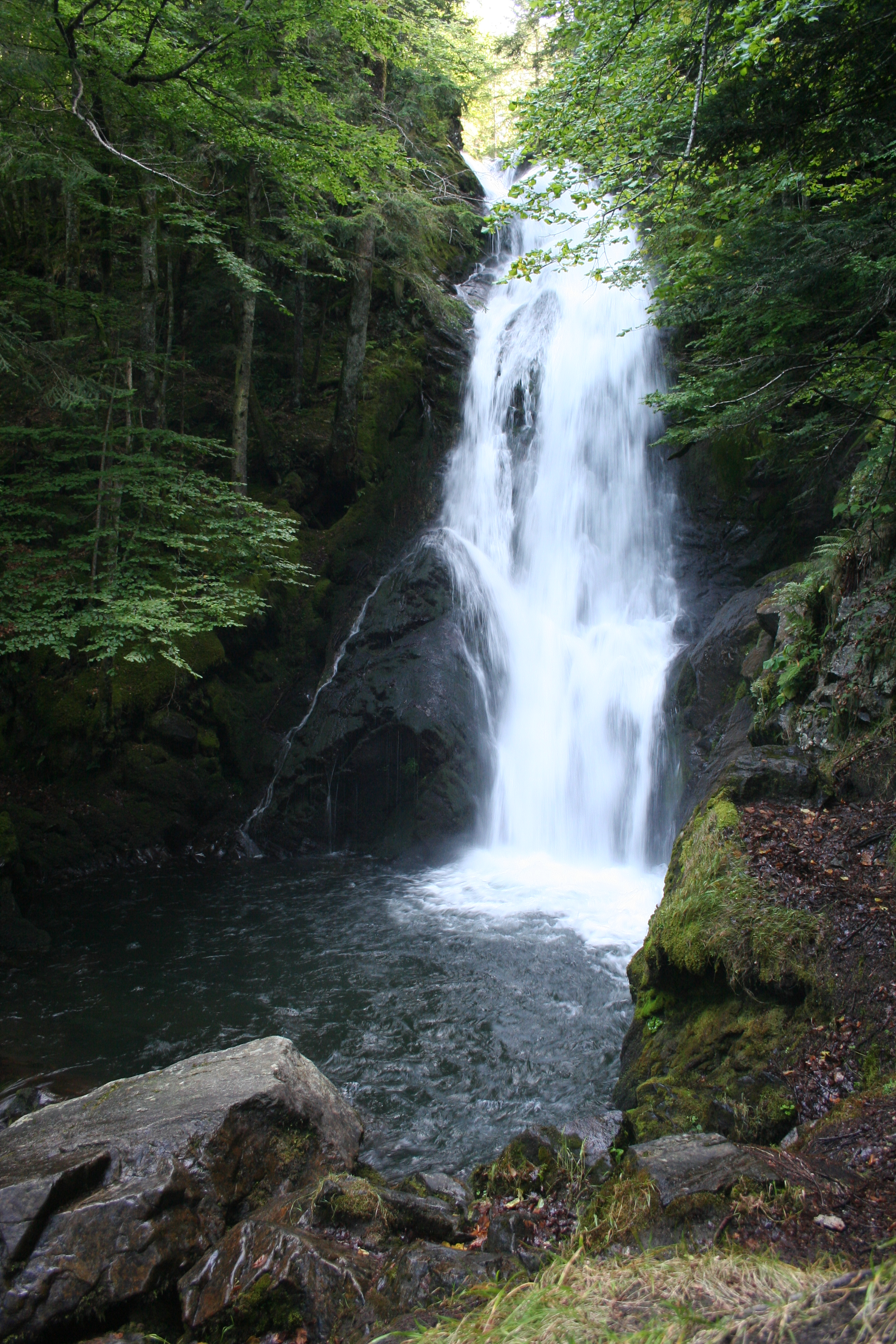
La cascade du Ressec sur la Courbière.
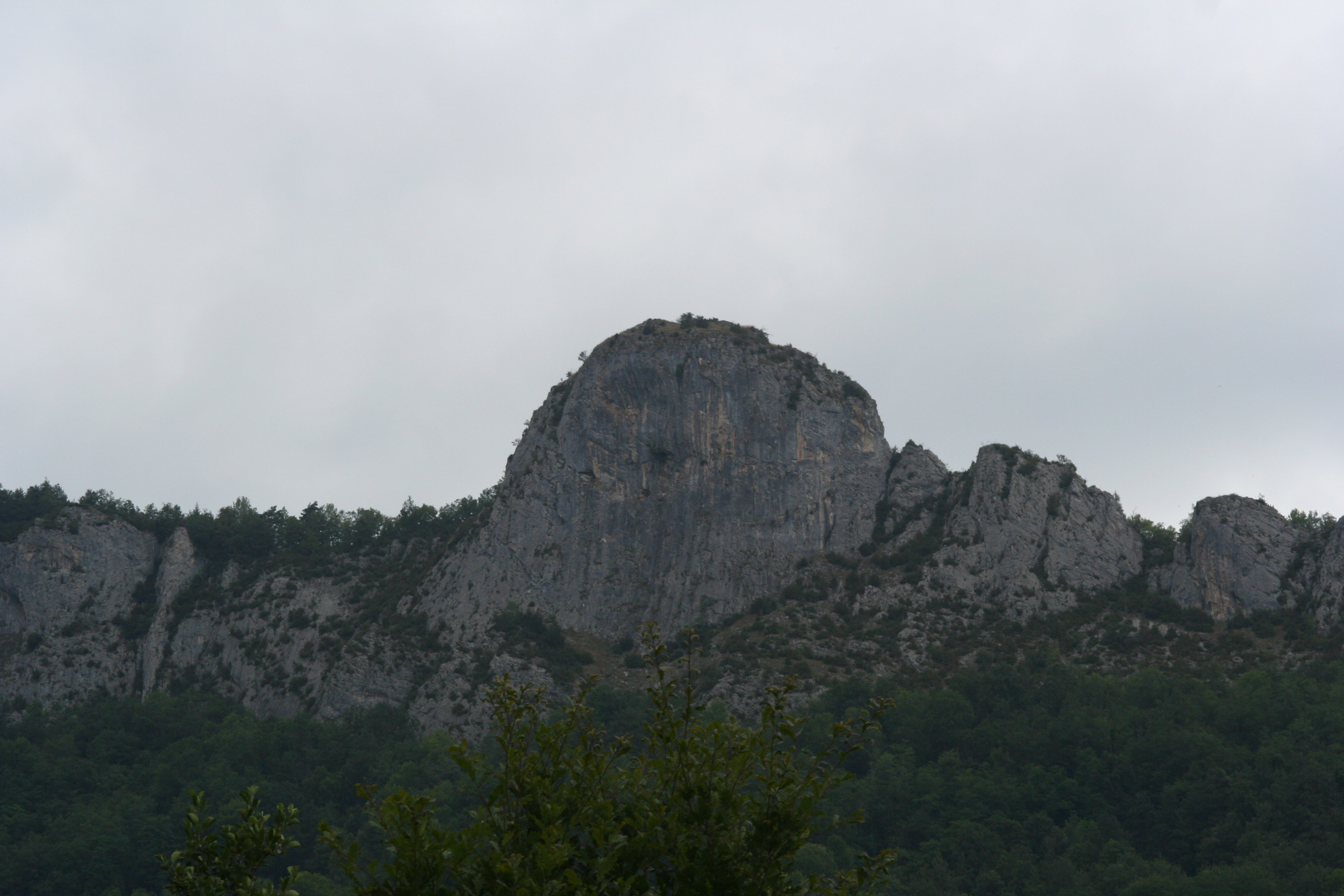
La « roche ronde » ou le « chapeau de gendarme », emplacement du château de Miramont au-dessus du village de Rabat-les-Trois-Seigneurs.
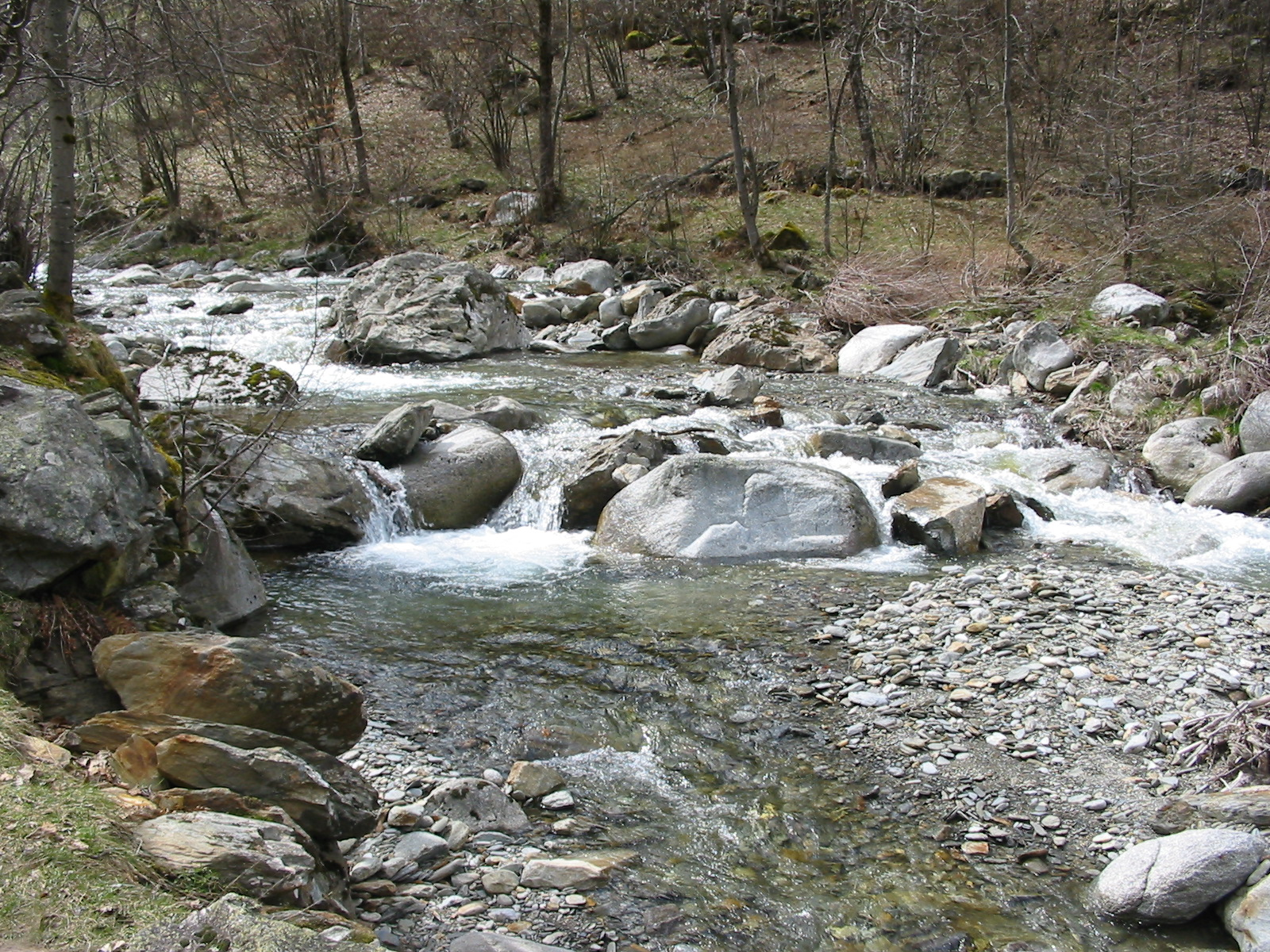
La rivière de la Courbière en amont du gué du Ressec.

### Personnalités liées à la commune
- Corbeyran de Rabat (1321-1402), précepteur de Gaston Fébus ;
- Catherine de Rabat, maîtresse de Gaston Fébus qui lui donne quatre fils.
- Georges Bergasse de Laziroules (1763-1827), député du Tiers État à la Révolution, mort dans la commune.
- Joseph-Casimir Mortaize (1797-1870), né à Rabat le 13 ventôse an V (3 mars 1797) : religieux à la Grande Chartreuse sous le nom de dom Jean-Baptiste, il fut général de l'Ordre des Chartreux de 1831 à 1863[63].
- René Clastres (1908-1967), conservateur de la grotte de Niaux, est né sur la commune.

### Héraldique, logotype et devise
« Après Paris, Rabat »
Devise prétentieuse mais historique, remontant au temps ou le seigneur de Rabat était de droit assis à la droite du roi de France.
« As intrans lé mound, as couyons la glorio »
« Aux audacieux le monde, aux sots la gloire »
La devise de Corbeyran de Rabat « Aux audacieux le monde » a été modifiée après que lui et sa troupe eurent estimé avoir été mal récompensés des services rendus à Gaston Fébus lors du différend qui l'opposa au duc d'Armagnac dans les années 1360. Le duc vaincu et capturé en 1362 avait été étroitement surveillé pendant sa captivité par le grand Corbeyran et ses hommes, ce qui permit à Gaston Fébus d'obtenir une rançon démesurée de la part de ses sujets. C'est cette dernière version qui est passée à la postérité.

## Vie pratique

### Enseignement
Rabat-les-Trois-Seigneurs compte une école élémentaire publique et fait partie de l'académie de Toulouse.

### Activités sportives
Cyclisme, pêche, randonnée pédestre...
Une zone de jeux est en libre accès : paniers de basket-ball, cages de handball, boulodrome, jeux pour enfants, etc.

## Pour approfondir